# Forstau
Forstau é um município da Áustria, situado no distrito de St. Johann im Pongau, no estado de Salzburgo. Tem 59,45 km² de área e sua população em 2019 foi estimada em 555 habitantes.